# Ernst Jentzen
Ernst Jentzen (* 31. Januar 1895; † 5. Oktober 1960 in Bremen) war ein deutscher Politiker (CDU) und Mitglied der Bremischen Bürgerschaft.

## Biografie
Jentzen war als leitender kaufmännischer Angestellter beim Kolonialwaren-Import- und Versandhaus Wilkens & Konitzky in Bremen tätig. Er war verheiratet und hatte Kinder.
Als Mitglied der CDU war Ernst Jentzen von 1947 bis 1951 Mitglied der 2. Bremischen Bürgerschaft und dort Mitglied verschiedener Deputationen, u. a. für Verkehr.